# Соседи (телесериал, 2012)
«Сосе́ди» (англ. The Neighbors) — американский комедийный сериал, созданный Дэном Фельдманом, премьера которого состоялась 26 сентября 2012 года на телеканале ABC после ситкома «Американская семейка». 9 мая 2014 года канал закрыл сериал после двух сезонов из-за низких рейтингов.

## Сюжет
В центре сюжета находится семейная пара, Дебби и Марти, и их дети, которые недавно переехали в пригород Нью-Джерси. Их не насторожило то, что дом который они купили не имел владельца последние десять лет, а соседи — известные спортсмены, такие как Ларри Бёрд, Джеки Джойнер-Керси, Реджи Джексон и Дик Баткас. За ужином Дебби и Марти заметили, что их соседи не едят пищу, а заряжаются посредством чтения книг. Вскоре они обнаружили, что их соседи — инопланетяне.

## Актёры и персонажи

### Люди
- Джейми Герц — Дебби Уивер, жена Марти, мать Эмбер, Макса и Эбби
- Ленни Венито — Марти Уивер, муж Дебби, отец Эмбер, Макса и Эбби
- Клара Мамет — Эмбер Уивер, старшая дочь Дебби и Марти, сестра Макса и Эбби
- Макс Чарльз — Макс Уивер, сын Дебби и Марти, брат Эмбер и Эбби
- Изабелла Крамп — Эбби Уивер, младшая дочь Дебби и Марти, сестра Эмбер и Макса

### Пришельцы
- Токс Олагундойе — Джеки Джойнер-Керси, пришелец, жена Ларри, мать Реджи и Дика
- Саймон Темплмен — Ларри Берд, лидер пришельцев, муж Джеки, отец Реджи и Дика
- Иэн Патрик — Дик Баткас, пришелец, младший сын Джеки и Ларри, брат Реджи
- Тим Джо — Реджи Джексон, пришелец, старший сын Ларри и Джеки, брат Дика

## Разработка и производство
ABC купил сценарий пилотного эпизода в октябре 2011 года. Съемки пилота проходили в марте-апреле 2012 года. 11 мая 2012 года ABC официально заказал съемки первого сезона. 29 октября 2012 года сериал был продлен на полный сезон из 22 эпизодов. 10 мая 2013 года ABC продлил сериал на второй сезон, который стартовал 20 сентября 2013 года и завершился 11 апреля 2014 года.

## Эпизоды
| Сезон | Сезон | Эпизоды | Оригинальная дата показа | Оригинальная дата показа |
| Сезон | Сезон | Эпизоды | Премьера сезона          | Финал сезона             |
| ----- | ----- | ------- | ------------------------ | ------------------------ |
|       | 1     | 22      | 26 сентября 2012         | 27 марта 2013            |
|       | 2     | 22      | 20 сентября 2013         | 11 апреля 2014           |

### Сезон 1 (2012-13)
| № общий | № в сезоне | Название | Режиссёр         | Автор сценария                   | Дата премьеры    | Зрители в США (млн) |
| ------- | ---------- | --- | ---------------- | -------------------------------- | ---------------- | ------------------- |
| 1       | 1          | «Pilot» «Пилот»                                                                                               | Дэн Фогельман    | Дэн Фогельман                    | 26 сентября 2012 | 9,22                |
| 2       | 2          | «Journey to the Center of the Mall» «Путешествие к центру торгового комплекса»                                | Крис Кох         | Дэн Фогельман                    | 3 октября 2012   | 6,32                |
| 3       | 3          | «Things Just Got Real» «Все вдруг стало настоящим»                                                            | Люк Гринфилд     | Исаак Аптейкер и Элизабет Бергер | 10 октября 2012  | 6,39                |
| 4       | 4          | «Bathroom Etiquette» «Правила поведения в ванной»                                                             | Крис Кох         | Дэн Фогельман                    | 17 октября 2012  | 6,53                |
| 5       | 5          | «Halloween-ween» «Хэллоуин-уин»                                                                               | Крис Кох         | Дэн Фогельман                    | 24 октября 2012  | 6,96                |
| 6       | 6          | «Larry Bird and the Iron Throne» «Ларри Берд и железный трон»                                                 | Питер Лауэр      | Дэн Фогельман                    | 31 октября 2012  | 5,78                |
| 7       | 7          | «50 Shades of Green» «50 оттенков зелёного»                                                                   | Джон Фонтенберри | Кристин Ньюмен                   | 7 ноября 2012    | 6,87                |
| 8       | 8          | «Thanksgiving Is for the Bird-Kersees» «День Благодарения значит Берд-Керси»                                  | Крис Кох         | Скотт Кинг                       | 14 ноября 2012   | 6,82                |
| 9       | 9          | «Merry Crap-Mas» «Несчастливого Рождества»                                                                    | Люк Гринфилд     | Трейси Оливер                    | 5 декабря 2012   | 6,42                |
| 10      | 10         | «Juan of the Dead» «Зомби по имени Хуан»                                                                      | Лев Л. Спиро     | Кэт Ликкел и Джон Хоберг         | 12 декабря 2012  | 5,40                |
| 11      | 11         | «The Gingerbread Man» «Пряничный человечек»                                                                   | Крис Кох         | Киркер Батлер                    | 9 января 2013    | 6,65                |
| 12      | 12         | «Cold War» «Холодная война»                                                                                   | Генри Чан        | Исаак Аптейкер и Элизабет Бергер | 16 января 2013   | 6,09                |
| 13      | 13         | «Dream Weavers» «Уиверы мечты»                                                                                | Брайан Гордон    | Кристин Ньюман                   | 23 января 2013   | 6,42                |
| 14      | 14         | «The Back Nine» «Черная девятка»                                                                              | Крис Кох         | Кэт Ликкел и Джон Хоберг         | 30 января 2013   | 5,27                |
| 15      | 15         | «Space Invaders» «Космические захватчики»                                                                     | Джо Пеннелла     | Джереми Холл                     | 6 февраля 2013   | 6,04                |
| 16      | 16         | «Mother Clubbers» «Мамочки в клубе»                                                                           | Джон Фортенберри | Скотт Кинг                       | 13 февраля 2013  | 5,89                |
| 17      | 17         | «Larry Bird Presents an Oscar-Winning Film by Larry Bird» «Ларри Берд ведёт Оскар — Лучший фильм Ларри Бёрда» | Лев Л. Спиро     | Исаак Аптейкер и Элизабет Бергер | 20 февраля 2013  | 6,34                |
| 18      | 18         | «Camping» «Поход»                                                                                             | Крис Кох         | Кристин Ньюман                   | 27 февраля 2013  | 6,01                |
| 19      | 19         | «I Believe I Can Drive» «Я верю, что могу водить»                                                             | Крис Кох         | Исаак Аптейкер и Элизабет Бергер | 6 марта 2013     | 5,74                |
| 20      | 20         | «Sing Like a Larry Bird» «Пой как Ларри Берд»                                                                 | Джон Фортенберри | Трейси Оливер                    | 13 марта 2013    | 4,72                |
| 21      | 21         | «Mo Purses Mo Money Mo Problems» «Больше кошельков больше денег больше проблем»                               | Джеффри Уолкер   | Скотт Кинг                       | 20 марта 2013    | 4,76                |
| 22      | 22         | «It Has Begun...» «Это началось...»                                                                           | Крис Кох         | Киркер Батлер                    | 27 марта 2013    | 5,50                |

### Сезон 2 (2013-14)
| № общий | № в сезоне | Название                                                                         | Режиссёр         | Автор сценария                   | Дата премьеры    | Зрители в США (млн) |
| ------- | ---------- | -------------------------------------------------------------------------------- | ---------------- | -------------------------------- | ---------------- | ------------------- |
| 23      | 1          | «Family Conference» «Семейное собрание»                                          | Крис Кох         | Кристин Ньюман                   | 20 сентября 2013 | 4,58                |
| 24      | 2          | «September Fools» «Сентябрьские дураки»                                          | Крис Кох         | Киркер Батлер                    | 27 сентября 2013 | 4,06                |
| 25      | 3          | «The Neighbours» «Соседи»                                                        | Джон Фортенберри | Исаак Эптекер и Элизабет Бергер  | 4 октября 2013   | 4,14                |
| 26      | 4          | «The One with Interspecies F-R-I-E-N-D-S» «Эпизод с Межвидовыми Д-Р-У-З-Ь-Я-М-И» | Лев Спиро        | Скотт Кинг                       | 11 октября 2013  | 4,12                |
| 27      | 5          | «Challoweenukah» «Хэллоуинука»                                                   | Крис Кох         | Исаак Аптейкер и Элизабет Бергер | 18 октября 2013  | 4,27                |
| 28      | 6          | «Any Friggin' Sunday» «Каждое чертово воскресенье»                               | Джо Пеннелла     | Джереми Холл                     | 1 ноября 2013    | 4,50                |
| 29      | 7          | «We Jumped the Shark (Tank)» «В аквариуме с акулами»                             | Джеффри Уолкер   | Скотт Кинг                       | 8 ноября 2013    | 4,52                |
| 30      | 8          | «Good Debbie Hunting» «Охота на хорошую Дебби»                                   | Джош Гринбаум    | Кристи Корцек                    | 15 ноября 2013   | 3,95                |
| 31      | 9          | «Thanksgiving is No Schmuck Bait» «На День Благодарения нет места приманке»      | Джон Фортенберри | Исаак Аптейкер и Элизабет Бергер | 22 ноября 2013   | 3,93                |
| 32      | 10         | «Supreme Like Me» «Главный как я»                                                | Джан Тернер      | Исаак Аптейкер и Элизабет Бергер | 6 декабря 2013   | 4,19                |
| 33      | 11         | «A Christmas Story» «Рождественская история»                                     | Крис Кох         | Киркер Батлер                    | 13 декабря 2013  | 4,04                |
| 34      | 12         | «Fear and Loving in New Jersey» «Страх и любовь в Нью-Джерси»                    | Лев Спиро        | Брайан Донован и Эд Херро        | 10 января 2014   | 4,81                |
| 35      | 13         | «High School Reunion» «Встреча выпускников»                                      | Ребекка Эшер     | Скотт Уингер                     | 17 января 2014   | 3,71                |
| 36      | 14         | «Man, Actually» «Реальный мужчина»                                               | Джеффри Уолкер   | Майкл Фельдман и Дебби Джоон     | 24 января 2014   | 3,79                |
| 37      | 15         | «You've Lost That Larry Feeling» «Ты больше не чувствуешь себя как Ларри»        | Крис Кох         | Джереми Холл                     | 31 января 2014   | 4,28                |
| 38      | 16         | «Oscar Party» «Оскаровская вечеринка»                                            | Брайан Гордон    | Майкл Фельдман и Дебби Джоон     | 28 февраля 2014  | 4,25                |
| 39      | 17         | «Balle Balle!» «Танцуй! Танцуй!»                                                 | Джон Фортенберри | Скотт Уингер                     | 7 марта 2014     | 3,60                |
| 40      | 18         | «A Night in (Lou Ferrigno's Hibachi) Heaven» «Ночь на небесах (у Лу Ферриньо)»   | Джон Фортенберри | Кристи Корцек                    | 14 марта 2014    | 3,45                |
| 41      | 19         | «Uncle Benjamin» «Дядя Бенджамин»                                                | Крис Кох         | Исаак Аптейкер и Элизабет Бергер | март 21, 2014    | 3,67                |
| 42      | 20         | «Close Encounters of the Bird Kind» «Близкие контакты с видом Бёрда»             | Лев Спиро        | Брайан Донован и Эд Херро        | 28 марта 2014    | 4,17                |
| 43      | 21         | «All That Jazzy Jeff» «Этот джазовый Джефф»                                      | Джо Пеннелла     | Дэн Фогельман                    | 4 апреля 2014    | 3,87                |
| 44      | 22         | «There Goes the Neighbors' Hood» «По соседству»                                  | Джон Фортенберри | Дэн Фогельман и Стивен Уайт      | 11 апреля 2014   | 4,06                |